# 1088 (numero)
Mille ottantotto (1088) è il numero naturale dopo il 1087 e prima del 1089.
È un aggettivo numerale cardinale, invariabile, per cui si usa sia al maschile che al femminile. In cifre arabe si scrive 1088, oppure con il separatore delle migliaia: 1.088, in numeri romani invece diventa MLXXXVIII.
Come aggettivo  si pone generalmente prima del nome. Quando non indica una quantità, ma una posizione o una denominazione, allora segue il nome.

## Proprietà matematiche
- È un numero pari.
- È un numero composto da 14 divisori: 1, 2, 4, 8, 16, 17, 32, 34, 64, 68, 136, 272, 544, 1088. Poiché la somma dei suoi divisori (escluso il numero stesso) è 1198 > 1088, è un numero abbondante.
- È un numero felice.
- È un numero di Harshad nel sistema numerico decimale, cioè è divisibile per la somma delle sue cifre.
- È un numero semiperfetto in quanto pari alla somma di alcuni (o tutti) i suoi divisori.
- È un numero pratico.
- È un numero malvagio.
- È un numero intero privo di quadrati.
- È un numero palindromo nel sistema di numerazione posizionale a base 7 (3113).
- È parte delle terne pitagoriche (66, 1088, 1090), (512, 960, 1088), (735, 1088, 1313), (816, 1088, 1360), (900, 1088, 1412), (1088, 2040, 2312), (1088, 2184, 2440), (1088, 4284, 4420), (1088, 4560, 4688), (1088, 8670, 8738), (1088, 9216, 9280), (1088, 17391, 17425), (1088, 18480, 18512), (1088, 36984, 37000), (1088, 73980, 73988), (1088, 147966, 147970), (1088, 295935, 295937).

## Traduzioni
- In inglese si scrive: one thousand and eighty-eight ("and" di solito in americano si omette).[2]
- In francese si traduce con: mille quatre-vingt-huit. [3]
- In spagnolo si dice: mil ochenta y ocho.[4]
- In tedesco la traduzione è: tausendachtundachtzig.[5]

## Astronomia
- 1088 Mitaka è un asteroide della fascia principale del sistema solare.[6]
- NGC 1088 è una galassia spirale nella costellazione dell'Ariete.[7]

## Astronautica
- Cosmos 1088 è un satellite artificiale russo.